# Șîrokolanivka, Veselînove
Șîrokolanivka (în ucraineană Широколанівка, în germană Landau) este localitatea de reședință a comunei Șîrokolanivka din raionul Veselînove, regiunea Mîkolaiiv, Ucraina. Satul a fost locuit de germani pontici, originari din Renania-Palatinat.  

## Demografie
Componența lingvistică a localității Șîrokolanivka
     Ucraineană (94,54%)
     Rusă (3,82%)
     Română (1,31%)
     Alte limbi (0,33%)
Conform recensământului din 2001, majoritatea populației localității Șîrokolanivka era vorbitoare de ucraineană (94,54%), existând în minoritate și vorbitori de rusă (3,82%) și română (1,31%).

## Personalități
- Marcu Glaser (1880-1950), paroh romano-catolic de Chișinău, vicar general al Diecezei de Iași, deținut politic